# Квон Кьон Вон
Квон Кьон Вон (кор. 권경원, нар. 31 січня 1992, Сеул) — південнокорейський футболіст, захисник японського клубу «Гамба Осака» та національної збірної Південної Кореї.

## Клубна кар'єра
Народився 31 січня 1992 року в місті Сеул. Займався футболом в Університеті Донг-а, а перед початком сезону 2013 року приєднався до команди «Чонбук Хьонде Моторс», в якій провів два сезони, взявши участь у 25 матчах чемпіонату.
У лютому 2015 року перейшов до еміратського «Аль-Аглі» (Дубай). З командою кореєць став чемпіоном ОАЕ та володарем Кубка ліги ОАЕ, а також двічі виграв Суперкубок ОАЕ.
Своєю грою за останню команду привернув увагу представників тренерського штабу китайського клубу «Тяньцзінь Цюаньцзянь», до складу якого приєднався у січні 2017 року, підписавши п'ятирічний контракт. Відіграв за команду з Тяньцзіня наступні два з половиною сезони своєї ігрової кар'єри. Більшість часу, проведеного у складі «Тяньцзінь Цюаньцзянь», був основним гравцем захисту команди. Також на правах оренди грав за південнокорейські клуби «Чонбук Хьонде Моторс» і «Санджу Санму», ставши з першим чемпіоном Південної Кореї у 2019 році.
У середині 2021 року став гравцем клубу «Соннам Ільхва Чхонма», де провів пів року, після чого на початку 2022 року став гравцем японського клубу «Гамба Осака». Станом на 5 листопада 2022 року відіграв за команду з Осаки 16 матчів в національному чемпіонаті.

## Виступи за збірні
Протягом 2013—2014 років залучався до складу молодіжної збірної Південної Кореї. На молодіжному рівні зіграв у 4 офіційних матчах.
7 жовтня 2017 року дебютував в офіційних матчах у складі національної збірної Південної Кореї в товариській грі проти Росії (2:4). У цьому матчі він також забив свій перший гол у складі південнокорейців.
У травні 2018 року він був включений до попередньої збірної з 28 гравців на чемпіонат світу 2018 року в Росії, однак не потрапив до фінального списку з 23 футболістів. Натомість наступного року Квон потрапив до заявки команди на Кубок Азії 2019 року в ОАЕ, дійшовши з командою до чвертьфіналу. Також зі збірною захисник ставав переможцем Кубка Східної Азії двічі поспіль у 2017 та 2019 роках, а також срібним призером у 2022 році.
12 листопада 2022 року потрапив до заявки на чемпіонат світу 2022 року у Катарі.

## Титули і досягнення
- Чемпіон ОАЕ (1):

«Аль-Аглі» (Дубай): 2015/16
- Володар Кубка ліги ОАЕ (1):

«Аль-Аглі» (Дубай): 2016/17
- Володар Суперкубка ОАЕ (1):

«Аль-Аглі» (Дубай): 2014, 2016
- Чемпіон Південної Кореї (1):

«Чонбук Хьонде Моторс»: 2019
| Дата       | Місто            | Господарі         | Результат | Гості                | Турнір                  | Голи | Примітки |
| ---------- | ---------------- | ----------------- | --------- | -------------------- | ----------------------- | ---- | -------- |
| 7-10-2017  | Москва           | Росія             | 4 – 2     | Південна Корея       | товариський матч        | 1    |          |
| 10-11-2017 | Сувон            | Південна Корея    | 2 – 1     | Колумбія             | товариський матч        | -    |          |
| 9-12-2017  | Токіо            | Південна Корея    | 2 – 2     | КНР                  | Кубок Східної Азії 2017 | -    |          |
| 12-12-2017 | Токіо            | Північна Корея    | 0 – 1     | Південна Корея       | Кубок Східної Азії 2017 | -    | 80'      |
| 1-6-2018   | Чонджу           | Південна Корея    | 1 – 3     | Боснія і Герцеговина | товариський матч        | -    | 46'      |
| 20-11-2018 | Брисбен          | Узбекистан        | 0 – 4     | Південна Корея       | товариський матч        | -    | 63'      |
| 31-12-2018 | Абу-Дабі         | Саудівська Аравія | 0 – 0     | Південна Корея       | товариський матч        | -    |          |
| 22-3-2019  | Ульсан           | Південна Корея    | 1 – 0     | Болівія              | товариський матч        | -    |          |
| 26-3-2019  | Сеул             | Південна Корея    | 2 – 1     | Колумбія             | товариський матч        | -    | 82'      |
| 7-6-2019   | Пусан            | Південна Корея    | 1 – 0     | Австралія            | товариський матч        | -    |          |
| 5-9-2019   | Стамбул          | Південна Корея    | 2 – 2     | Грузія               | товариський матч        | -    |          |
| 10-10-2019 | Хвасон           | Південна Корея    | 8 – 0     | Шрі-Ланка            | Відбір до ЧС 2022       | -    |          |
| 11-12-2019 | Пусан            | Південна Корея    | 2 – 0     | Гонконг              | Кубок Східної Азії 2019 | -    |          |
| 18-12-2019 | Пусан            | Південна Корея    | 1 – 0     | Японія               | Кубок Східної Азії 2019 | -    | 90+1'    |
| 14-11-2020 | Вінер-Нойштадт   | Південна Корея    | 2 – 3     | Мексика              | товариський матч        | 1    |          |
| 17-11-2020 | Марія-Енцерсдорф | Катар             | 1 – 2     | Південна Корея       | товариський матч        | -    |          |
| 11-11-2021 | Коян             | Південна Корея    | 1 – 0     | ОАЕ                  | Відбір до ЧС 2022       | -    |          |
| 16-11-2021 | Доха             | Ірак              | 0 – 3     | Південна Корея       | Відбір до ЧС 2022       | -    |          |
| 21-1-2022  | Бозтепе          | Молдова           | 0 – 4     | Південна Корея       | товариський матч        | -    | 71'      |
| 24-3-2022  | Сеул             | Південна Корея    | 2 – 0     | Іран                 | Відбір до ЧС 2022       | -    | 87'      |
| 2-6-2022   | Сеул             | Південна Корея    | 1 – 5     | Бразилія             | товариський матч        | -    | 71'      |
| 6-6-2022   | Теджон           | Південна Корея    | 2 – 0     | Чилі                 | товариський матч        | -    |          |
| 14-6-2022  | Сеул             | Південна Корея    | 4 – 1     | Єгипет               | товариський матч        | -    |          |
| 20-7-2022  | Тойота           | Південна Корея    | 3 – 0     | КНР                  | Кубок Східної Азії 2022 | -    |          |
| 27-7-2022  | Тойота           | Японія            | 3 – 0     | Південна Корея       | Кубок Східної Азії 2022 | -    |          |
| Усього     |                  | Матчів            | 25        |                      | Голів                   | 2    |          |